# Сільвіу Плоштяну (стадіон)
«Стадіонул Сільвіу Плоштяну» (рум. Stadionul Silviu Ploeșteanu) — футбольний стадіон у місті Брашов, Румунія, домашня арена футбольних клубів «Брашов» та «Сепсі Сфинту-Георге».
Стадіон побудований та відкритий у 1936 році як «Стадіон Короля Кароля II». У 1970 році реконструйований та розширений за рахунок ліквідації бігових доріжок, в результаті чого став відповідати вимогам футбольної арени. У результаті розширення 2008 року потужність арени досягла 8 800 глядачів. У 2009 році стадіон обладнаний системою освітлення.
Арені присвоєно ім'я легендарного румунського футболіста і тренера Сільвіу Плоштяну, який виступав за «Брашов». Також стадіон відомий під назвою «Стадіонул Тінеретулуй» («Молодіжний стадіон»).